# Inverzija (figura)
Inverzija (lat. inversio – okretanje, izvrtanje) je ključna stilska figura kojom se preokreće red riječi u rečenici ili dijelovi rečenice, često radi jačeg isticanja.

## Primjeri
- Antun Gustav Matoš, "Utjeha kose"

U dvorani kobnoj, punoj smrti krasne

U dvorani kobnoj, mislima u sivim.

- Dobriša Cesarić, "Vagonaši"

Tu svaki vagon dimnjak ima...

Inverzija je obrnuta figura od epiteta, odnosno riječ se piše prije pridjeva.